# Гальбан

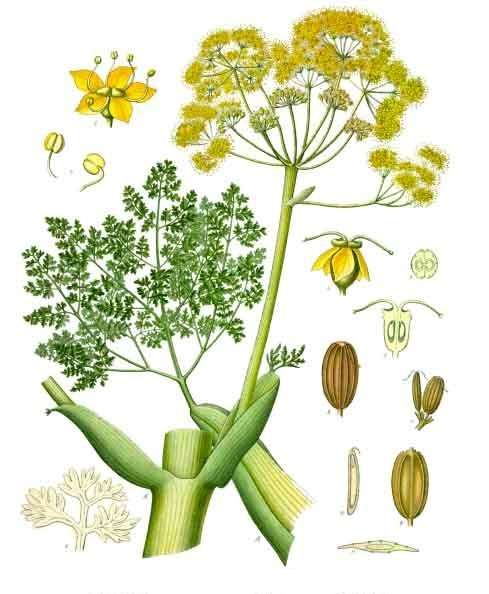
Ferula gummosa, источник гальбана, который выступает в местах, повреждённых животными и насекомыми

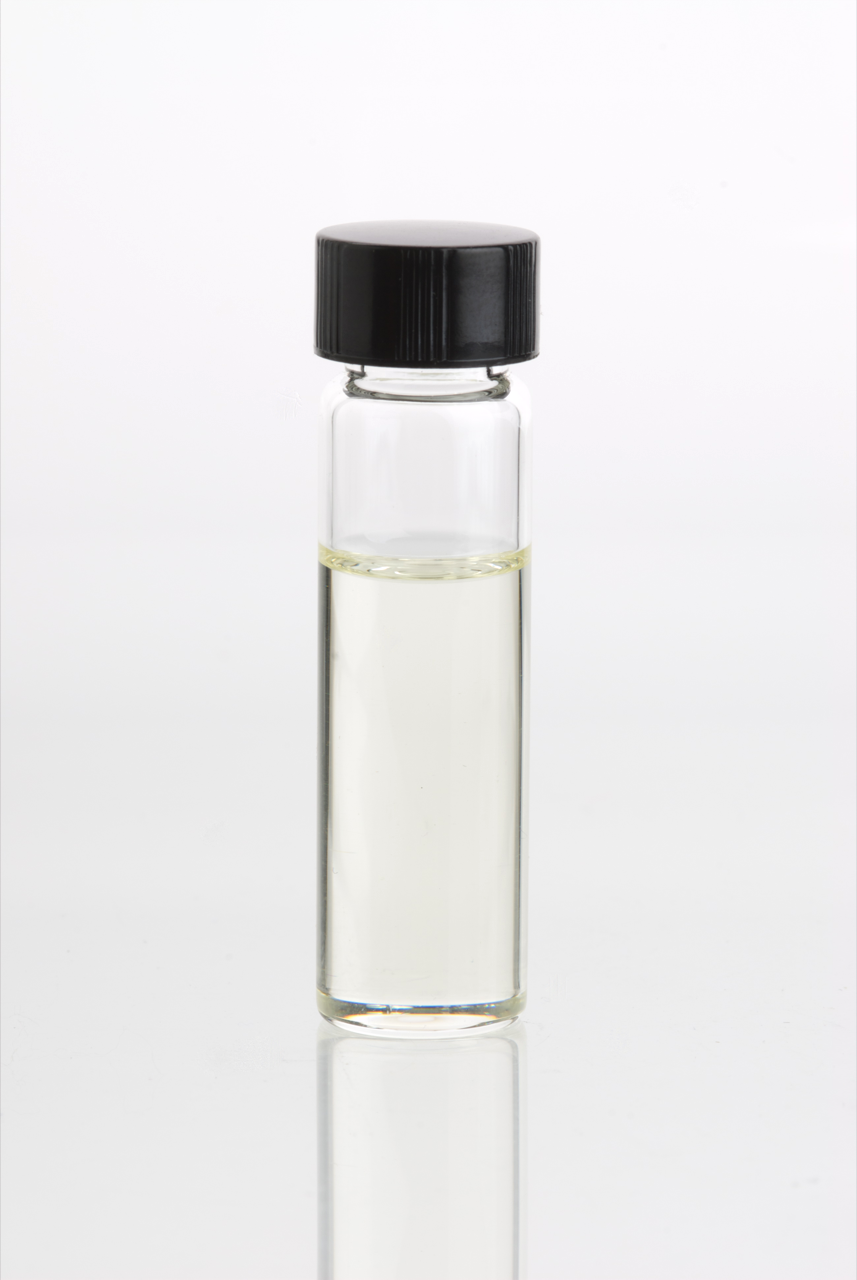
Свежий гальбан из растения (Ferula gummosa) в пробирке

Гальбан (лат. galbanum, от греч. chalbane; букв. «жёлтый») — смолисто-камедистое и лекарственное вещество, камеде-смола.

## Свойства
В свежем состоянии гальбан жидок и в этом виде был известен в дореволюционной России под именем персидского. Сначала гальбан белого цвета, а затем, сгущаясь и твердея, он становится желтым  и жёлто-бурым; имеет морковный запах, горький вяжущий вкус. Чаще же всего в торговле он имеет вид слипшихся зерен или однородной липкой массы грязно-желтого цвета с легким зеленоватым отливом, внутри грязно-белого, сильно ароматического запаха и острого вкуса. Содержит от 24—66 % гальбановой смолы, до 19 % камеди, до 10 % гальбанового эфирного масла. Гальбан был известен древним евреям, так же как Феофрасту, Гиппократу и др. Он упоминается в Библии, в античные времена широко использовался как лекарство в романской Европе.